# Septicflesh
A Septicflesh (korábbi írásmóddal Septic Flesh) görög death metal együttes. 1990-ben alakultak Athénban. Első nagylemezüket 1994-ben jelentették meg. Lemezeiket a Hammerheart Records, Season of Mist illetve a Prosthetic Records kiadók jelentetik meg. Szimfonikus death metalt, illetve atmoszferikus death metalt játszanak. Pályafutásuk elején még a death-doom műfajban is jelen voltak. Magyarországon már többször koncerteztek, legutóbb 2018 januárjában, az Inquisition együttes társaságában. A Barba Negra Music Clubban léptek fel. 2003-ban feloszlottak, személyes ellentétek miatt, 2007 óta újból aktív a zenekar. Mikor a Septicflesh feloszlott, tagjai új, szimfonikus deathcore együttest alapítottak "The Devilworx" néven.

## Tagok
- Szotírisz Vajenász – ritmusgitár, "tiszta" ének, billentyűk (1990-2003, 2007-)
- Szpírosz Andoníu – basszusgitár, "kemény" ének (1990-2003, 2007-)
- Hrísztosz Andoníu – gitár, sampler (1990-2003, 2007-)
- Kerim Lechner – dobok, ütős hangszerek (2014-)

## Diszkográfia

### Stúdióalbumok
- Mystic Places of Dawn (1994)
- Esoptron (1995)
- The Ophidian Wheel (1997)
- A Fallen Temple (1998)
- Revolution DNA (1999)
- Sumerian Daemons (2003)
- Communion (2008)
- The Great Mass (2011)
- Titan (2014)
- Codex Omega (2017)
- Modern Primitive (2022)

## Egyéb kiadványok
EP-k
- Temple of the Lost Race (1991)
- The Eldest Cosmonaut (1998)

Kislemezek
- "The Vampire from Nazareth" (2010)
- "Order of Dracul" (2014)

Koncert albumok
- Infernus Sinfonica (2020)